# 褒城县
褒城县是中国古代县名。
隋朝仁寿元年（601年）由褒内县改名而来，治所在今陕西汉中市西北的大钟寺，属汉川郡。唐朝初年改属梁州，后又属兴元府。南宋嘉泰年间将治所移置今汉中市西北的褒城镇。

明清时属汉中府，清朝时，考语：简。按《清史稿》記載：
褒城簡。(距離漢中)府西北四十里。北：七盤山，上為雞頭關。西北：連城。西：牛郎山。南：天池。褒谷在東北，自此入連雲棧。西北百五十里達留壩。沔水自其縣入，西南流，納華陽河，又東受褒水，入南鄭。西南：讓水，一名遜水。北馬道、虎頭、武曲，南松梁、米倉，西北漢陽、甘亭，七關。南：黃官嶺汛，巡司同駐。鎮四：宗營、褒城、長林、高台壩。驛三：馬道、青橋、開山。
民国沿革。1949年后，属南郑专区、汉中专区。1958年时撤销，除高台壩被併入南鄭區外，其餘三鎮被併入勉縣。